# نزلة جلف
قرية نزلة جلف هي إحدي القرى التابعة لمركز بني مزار بمحافظة المنيا في جمهورية مصر العربية. حسب إحصاءات سنة 2006، بلغ إجمالي السكان في نزلة جلف 3416 نسمة، منهم 1719 رجل و1697 امرأة.